# Scopula effrenata
Scopula effrenata là một loài bướm đêm trong họ Geometridae.